# Palais Kesselstatt
 (juillet 2025).
Le Palais Kesselstatt est un monument culturel situé dans la ville de Trèves en Rhénanie-Palatinat.
Le complexe représentatif à trois ailes avec un toit mansardé et un bâtiment central avec une façade en saillie a été construit entre 1740 et 1746 pour Karl Friedrich Melchior Graf Kesselstatt de la maison Kesselstatt. L'architecte était Johann Valentin Thoman de Mayence. Le bâtiment dispose de caves baroques.
Juste à côté du palais se trouve l'ancien Bernardhof, qui abrite aujourd'hui un restaurant et le bar à vin Kesselstatt.

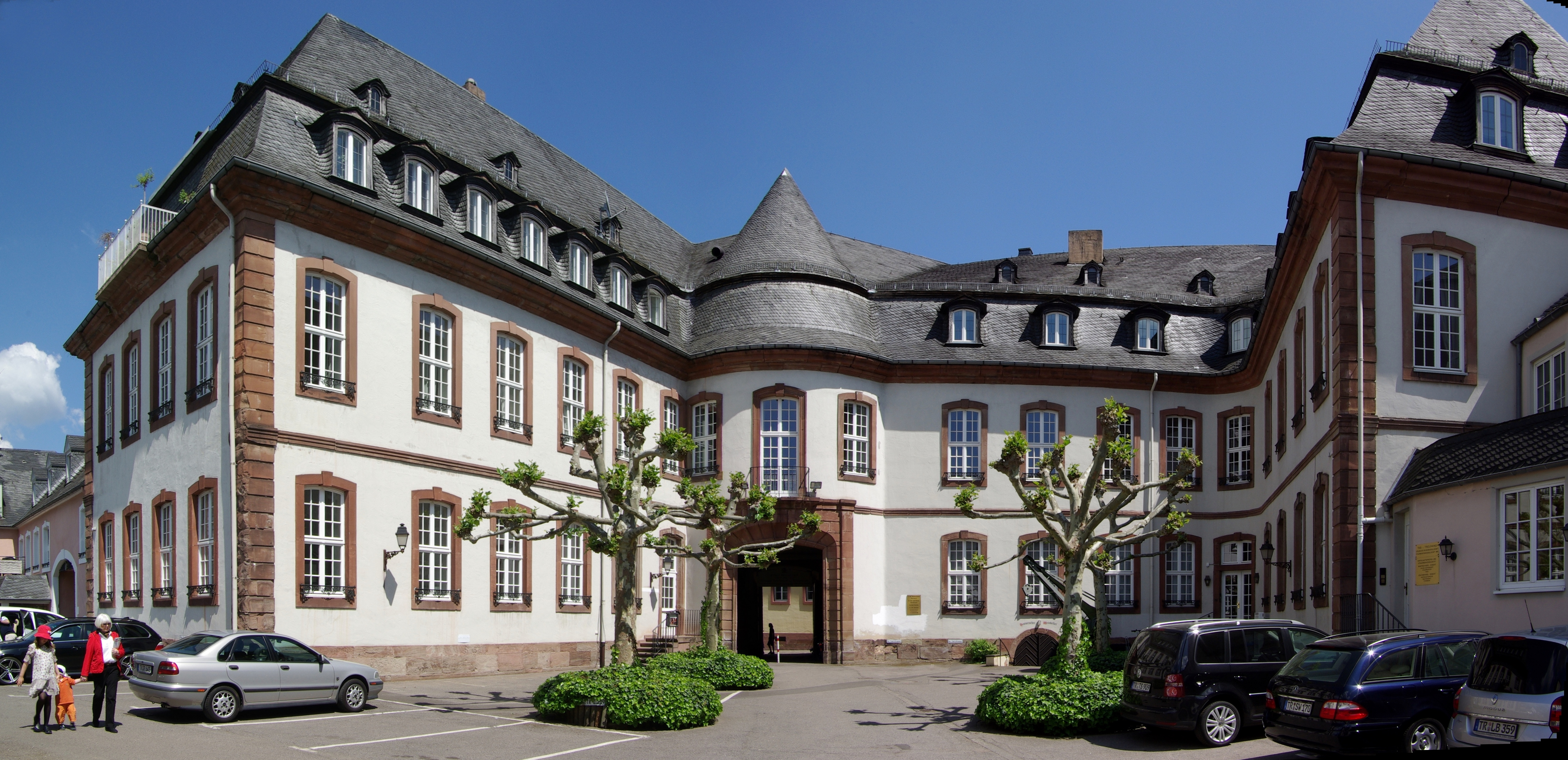
Arrière

## Littérature
- Georg Dehio : Manuel des monuments d'art allemands : Rhénanie-Palatinat, Sarre, 1984. Éditeur d'art allemand